# Harold Bloom
Harold Bloom (New York, 11 luglio 1930 – New Haven, 14 ottobre 2019) è stato un critico letterario e anglista statunitense, divenuto una figura nota al grande pubblico negli anni novanta, quando pubblicò la sua opera The Western Canon nel 1994, ponendosi al centro di un dibattito sull'eredità dei classici, chiamato guerra dei canoni.

## Biografia
Nato a New York, figlio di Paula (Lev) e di William Bloom, suo padre era nato ad Odessa e sua madre vicino a Brest Litovsk. Ha vissuto nel South Bronx. È stato educato come un ebreo ortodosso in una famiglia in cui si parlava yiddish, ha studiato letteratura ebraica ed ha imparato l'inglese all'età di sei anni.
Considerato tra i più influenti critici letterari statunitensi, è divenuto professore emerito all'Università di Yale, dove era stato Sterling Professor of the Humanities and English (Discipline Classiche), il più alto rango accademico di quell'Ateneo. In precedenza era stato Berg Professor di Lingua e letteratura inglese alla New York University. Dal 1959 ha scritto più di quaranta libri: venti di critica letteraria, diversi libri in cui discute di religione e un romanzo. Ha curato la pubblicazione di centinaia di antologie, scritto saggi e prefazioni ad altre centinaia di edizioni di opere letterarie, in versi e in prosa.
Fra gli autori a lui cari spiccano, in particolare, William Shakespeare e Dante Alighieri (da lui considerati i due "centri" del cosiddetto Canone Occidentale) e poi Sigmund Freud, i mistici chassidici e Ralph Waldo Emerson, da lui definito "Mr America" e considerato "la figura centrale della cultura americana".
A partire dagli anni settanta, Bloom è divenuto un accusatore implacabile del mondo accademico statunitense, abbandonando il dipartimento di inglese a Yale nel 1976 in reazione alle controculture radicali imperanti in quegli anni nei campus americani. Egli conia il termine School of Resentment per riferirsi a quegli accademici "risentiti", rei di aver anteposto o accompagnato, nella critica letteraria, ai valori estetici di un'opera quelli ideologici. Gli imputati nell'opera di demolizione degli studi umanistici nelle Università sono gli -ismi letterari: marxismo, neostoricismo, femminismo, poststrutturalismo, multiculturalismo, decostruzionismo, semioticismo, ecc.; per Bloom, critici infedeli alla loro missione sono riusciti a metter sullo stesso piano i fumetti e i sonetti, collassando gli standard di giudizio. Recentemente, in un'intervista ha affermato: «il mio precursore, Samuel Johnson, la figura che ho emulato, diceva che la funzione della vera critica è trasmutare le opinioni in conoscenza. Questo è il mio lavoro».
Nel 1994 pubblica il suo libro più famoso, Il canone occidentale (The Western Canon: The Books and the Schools of the Ages), nel quale difende il concetto di Canone Occidentale attraverso la presentazione di una lista di 26 scrittori.
Celebri sono le sue feroci stroncature critiche ad alcuni Premi Nobel per la letteratura: da Doris Lessing, accusata di aver scritto un solo libro decente quarant'anni prima, divenuta poi autrice di fantascienza femminista, a Jean-Marie Gustave Le Clézio, che ritiene illeggibile, a Dario Fo, che definisce semplicemente ridicolo. Toni Morrison non sarebbe degna del premio.
Nel 2015 esce negli Stati Uniti il suo libro The Deamon Knows: Literary Greatness and the American Sublime, che presenta 12 autori americani che incarnano «lo sforzo incessante di trascendere l'uomo senza rinunciare all'umanesimo».
Nonostante la salute precaria, Bloom pubblica tra il 2017 e il 2019 una serie di cinque monografie dedicate a personaggi shakespeariani: Falstaff, Cleopatra, Lear, Iago, Macbeth. Nella primavera 2019 esce la sua autobiografia. Muore all'ospedale di New Haven, Connecticut, il 14 ottobre 2019: fino alla settimana precedente aveva continuato a scrivere e insegnare a casa sua, al selezionato gruppo di studenti universitari che seguivano le sue lezioni.

## Autori italiani del Novecento nel canone di Bloom
I seguenti scrittori italiani del Novecento sono inclusi nel Canone Occidentale della letteratura compilato da Bloom:
- Luigi Pirandello
- Gabriele D'Annunzio
- Dino Campana
- Umberto Saba
- Giuseppe Tomasi di Lampedusa
- Giuseppe Ungaretti
- Eugenio Montale
- Salvatore Quasimodo
- Tommaso Landolfi
- Leonardo Sciascia
- Pier Paolo Pasolini
- Cesare Pavese
- Primo Levi
- Italo Svevo
- Giorgio Bassani
- Natalia Ginzburg
- Elio Vittorini
- Alberto Moravia
- Andrea Zanzotto
- Italo Calvino
- Antonio Porta

## Opere
- Shelley's Mythmaking, New Haven, Yale University Press, 1959
  - in Percy Bysshe Shelley, Mont Blanc, trad. parziale di Edoardo Zoccato, Collana Di monte in monte n. 2, Tararà, Verbania, 1996, ISBN 88-86593-03-1
- The Visionary Company: A Reading of English Romantic Poetry, Garden City, New York, Doubleday, 1961; Ediz. riveduta e ampliata, Ithaca, Cornell University Press, 1971
- Blake's Apocalypse: A Study in Poetic Argument, Anchor Books, New York, Doubleday & Co., 1963
- Yeats, New York, Oxford University Press, 1970, ISBN 0-19-501603-3
- The Anxiety of Influence: A Theory of Poetry, New York, Oxford University Press, 1973; II ed. 1997, ISBN 0-19-511221-0
  - L'angoscia dell'influenza. Una teoria della poesia, trad. (dalla prima ed.) Mario Diacono, Collana Campi del sapere, Feltrinelli, Milano, 1983, ISBN 88-07-10001-0; Nuova ediz., Collana Campi del sapere n. 346, Feltrinelli, Milano, 2002, ISBN 978-88-07-10346-9
  - L'angoscia dell'influenza. Una teoria della poesia. Traduzione di Mario Diacono, Collana Aesthetica n. 20, Abscondita, 2014, ISBN 978-88-8416-459-9
- A Map of Misreading, New York, Oxford University Press, 1975
  - Una mappa della dislettura, trad. Alessandro Atti e Filippo Rosati, Collana L'alingua n. 59, Spirali, Milano, 1988, ISBN 88-7770-226-5
- Kabbalah and Criticism New York, Seabury Press, 1975, ISBN 0-8264-0242-9
  - La Kabbala e la tradizione critica, trad. Mario Diacono, Collana I fatti e le idee: saggi e biografie n.495, Feltrinelli, Milano, 1982, ISBN 88-07-22495-X
  - La Kabbalah e la tradizione critica, Collana Testi e Documenti, SE, Milano, 2014, ISBN 978-88-6723-095-2
- The Ringers in the Tower: Studies in Romantic Tradition, Chicago, University of Chicago Press, 1971
- Poetry and Repression: Revisionism from Blake to Stevens, New Haven, Yale University Press, 1976
  - Poesia e rimozione. Il revisionismo da Blake a Stevens, trad. Alessandro Atti, Spirali, Milano, 1996, ISBN 88-7770-444-6
- Figures of Capable Imagination, New York, Seabury Press, 1976
- Wallace Stevens: The Poems of our Climate, Ithaca, New York, Cornell University Press, 1977
- Deconstruction and Criticism, New York, Seabury Press, 1980
- The Flight to Lucifer: Gnostic Fantasy, New York, Vintage Books, 1980, ISBN 0-394-74323-7
- Agon: Towards a Theory of Revisionism, New York, Oxford University Press, 1982
  - Agone. Verso una teoria del revisionismo, trad. Alessandro Atti, Collana L'alingua n. 44, Spirali, Milano, 1985
- The Breaking of the Vessels, Chicago, University of Chicago Press, 1982
  - I vasi infranti, a cura di Giovanna Franci e Vita Fortunati, trad. Gino Scatasta, Mucchi, Modena, 1992, ISBN 88-7000-200-4
  - Modernità dei romantici (con Massimo Bacigalupo e John Beer), Liguori, 1988
  - (trad. parziale), Kafka, Freud, Scholem, a cura di C. Frua De Angeli, trad. Alessandro Atti, Collana L'alingua n. 22, Spirali, Milano, 1989, ISBN 88-7770-258-3
- Ruin the Sacred Truths: Poetry and Belief from the Bible to the Present, Cambridge, Mass.: Harvard University Press, 1989
  - Rovinare le sacre verità. Poesia e fede dalla Bibbia a oggi, trad. Claude Béguin, Collana Saggi blu, Garzanti, Milano, 1992, ISBN 88-11-59814-1
- The Book of J: Translated from the Hebrew by David Rosenberg; Interpreted by Harold Bloom, New York: Grove Press, 1990, ISBN 0-8021-4191-9
  - Il libro di J, trad. Francesco Saba Sardi, Leonardo, Milano, 1992, ISBN 88-355-0167-9
- The American Religion: The Emergence of the Post-Christian Nation, Touchstone Books, 1992 - agosto 1993, ISBN 0-671-86737-7
  - La religione americana: l'avvento della nazione post-cristiana, trad. Serena Luzi, Garzanti, Milano 1994, ISBN 88-11-73839-3
- The Western Canon: The Books and Schools of the Ages, New York, Harcourt Brace, 1994
  - Il Canone Occidentale. I libri e le scuole delle età , trad. Francesco Saba Sardi, Collana Studi, Bompiani, Milano, 1996; Collana Tascabili. Saggi, Bompiani, Milano, 1999-2000; Introduzione di Andrea Cortellessa, Collana Alta Fedeltà, BUR, Milano, 2008, ISBN 978-88-17-02355-9.
- Omens of Millennium: The Gnosis of Angels, Dreams, and Resurrection, New York, Riverhead Books, 1996.
  - Visioni profetiche. Angeli, sogni e resurrezione, trad. Nicola Rainò, Il Saggiatore, Milano, 1999, ISBN 88-428-0588-2
- Shakespeare: The Invention of the Human, New York, 1998, ISBN 1-57322-751-X
  - Shakespeare. L'invenzione dell'uomo, trad. Roberta Zuppet, Collana Saggi stranieri, Rizzoli, Milano, 2001; Collana Saggi, BUR, Milano, 2003, ISBN 88-17-86710-1
  - parziale in William Shakespeare, Romeo e Giulietta, Collana Oscar Classici n. 548, Mondadori, Milano, 2007
- How to Read and Why, New York, 2000, ISBN 0-684-85906-8
  - Come si legge un libro (e perché), trad. Roberta Zuppet, Collana Saggi stranieri, Rizzoli, 2000; Collana La Scala.Saggi, BUR, 2001, ISBN 88-17-12535-0
- Stories and Poems for Extremely Intelligent Children of All Ages, New York, 2001.
- El futur de la imaginació (The Future of the Imagination), Barcellona: Anagrama / Empúries, 2002, ISBN 84-7596-927-5
- Genius: A Mosaic of One Hundred Exemplary Creative Minds, New York, 2003, ISBN 0-446-52717-3
  - Il Genio. Il senso dell'eccellenza attraverso le vite di cento individui non comuni, Collana Saggi stranieri, Rizzoli, Milano, 2002, ISBN 978-88-17-86997-3; Collana Saggi, BUR, Milano, 2004, ISBN 88-17-00274-7
- Hamlet: Poem Unlimited, New York, 2003,
- The Best Poems of the English Language: From Chaucer through Frost, New York, 2004, ISBN 0-06-054041-9
  - L'arte di leggere la poesia, trad. Roberta Zuppet, Collana Saggi stranieri, Rizzoli, Milano, 2010, ISBN 978-88-17-04039-6 [il volume traduce la sola introduzione della versione inglese]
- Where Shall Wisdom Be Found?, New York, 2004, ISBN 1-57322-284-4
  - La saggezza dei libri, trad. Daniele Didero, Collana Saggi, Rizzoli, Milano, 2004; Collana Saggi, BUR, Milano, 2007, ISBN 978-88-17-01977-4
- Jesus and Yahweh: The Names Divine, 2005, ISBN 1-57322-322-0
  - Gesù e Yahvè. La frattura originaria tra Ebraismo e Cristianesimo, trad. Daniele Didero, Rizzoli, Milano, 2006, ISBN 978-88-17-01121-1; Collana Saggi, BUR, Milano, 2007, ISBN 88-17-01121-5
- American Religious Poems: An Anthology By Harold Bloom, 2006, ISBN 1-931082-74-X
- Fallen Angels, illustrated by Mark Podwal, Yale University Press, 2007, ISBN 0-300-12348-5
  -  Angeli caduti, Collana Incipit n.43, Bollati Boringhieri, Torino, 2010, ISBN 978-88-339-2038-2
- The Anatomy of Influence: Literature as a Way of Life, Yale University Press, 2011, ISBN 0-300-12348-5
  - Anatomia dell'influenza. La letteratura come stile di vita, trad. Roberta Zuppet, Collana Saggi stranieri, Rizzoli, Milano, 2011, ISBN 978-88-17-05258-0.
- The Shadow of a Great Rock: A Literary Appreciation of the King James Bible, Yale University Press, 2011, ISBN 0-300-16683-4.
- The Daemon Knows: Literary Greatness and the American Sublime, Spiegel & Grau, 2015,  p. 528, ISBN 978-0-8129-9782-8. [saggio sui 12 scrittori statunitensi più vitali: Walt Whitman, Hermann Melville, Ralph Waldo Emerson, Emily Dickinson, Nathaniel Hawthorne, Henry James, Mark Twain, Robert Frost, Wallace Stevens, T.S. Eliot, William Faulkner, Hart Crane]
  -  Il Canone americano. Lo spirito creativo e la grande letteratura, traduzione di Roberta Zuppet, Collana Saggi stranieri, Milano, Rizzoli, 2016, ISBN 978-88-17-08602-8. - Collana Saggi, BUR, Milano, 2017, ISBN 978-88-17-09322-4.
- Falstaff: Give Me Life, Shakespeare's Personalities, New York, NY, Scribner, 2017, ISBN 978-1-5011-6413-2.
- Cleopatra: I Am Fire and Air, Shakespeare's Personalities, New York, NY, Scribner, 2017, ISBN 978-1-5011-6416-3.
  -  Il demone di Shakespeare. Cosa possiamo imparare da Cleopatra e Falstaff, Collana Saggi stranieri, Milano, Rizzoli, 2019, ISBN 978-88-171-3943-4. [raccoglie i due volumi Falstaff e Cleopatra]
- Lear: The Great Image of Authority, Shakespeare's Personalities, New York, NY, Scribner, 2018, ISBN 978-1-5011-6419-4.
- Iago: The Strategies of Evil, Shakespeare's Personalities, New York, NY, Scribner, 2018.
- Macbeth: A Dagger of the Mind, Shakespeare's Personalities, New York, NY, Scribner, 2019.
- Possessed by Memory. The Inward Light of Criticism, New York, Knopf, 2019, ISBN 978-0-525-52088-7.
  -  Posseduto dalla memoria. La luce interiore della critica, traduzione di Roberta Zuppet, Introduzione di Piero Boitani, Collana Saggi, Milano, Rizzoli, 2020, ISBN 978-88-171-4786-6.
- The American Canon: Literary Genius from Emerson to Pynchon. Five Decades of Writing on American Literature, Edited by David Mikics, New York, Library of America, 2019, ISBN 978-1598536409.
- Take Arms Against a Sea of Troubles: The Power of the Reader's Mind Over a Universe of Death, New Haven, Yale University Press, 2020, ISBN 978-03-00-247-28-2.
- The Bright Book of Life: Novels to Read and Reread, New York, NY, Knopf, 2020, ISBN 978-05-25-657-26-2.

### Curatele, prefazioni e postfazioni
- (Curatore) English Romantic Poetry, An Anthology, Doubleday, 1961, two-volume revised edition, Anchor, 1963.
- (Curatore, con John Hollander) The Wind and the Rain, Doubleday, 1961.
- (Curatore) The Literary Criticism of John Ruskin, Anchor, 1965.
- (Curatore, con Frederick W. Hilles) From Sensibility to Romanticism: Essays Presented to Frederick A. Pottle, Oxford University Press, 1965.
- (Curatore) Percy Bysshe Shelley, Selected Poetry, New American Library (New York, NY), 1966.
- (Curatore) Walter Horatio Pater, Marius the Epicurean: His Sensations and Ideas, New American Library, 1970.
- "The Internalization of Quest-Romance" e "The Unpastured Sea: An Introduction to Shelley," in Romanticism and Consciousness: Essays in Criticism, a cura di Harold Bloom, Norton, 1970.
- (Curatore) Samuel Taylor Coleridge, Selected Poetry, New American Library, 1972.
- (Curatore) The Romantic Tradition in American Literature, 33 volumi, Arno, 1972.
- (Curatore, con Lionel Trilling) Romantic Prose and Poetry, Oxford University Press, 1973.
- (Curatore, con Trilling) Victorian Prose and Poetry, Oxford University Press, 1973.
- (Curatore, con Frank Kermode, Hollander, e altri) Oxford Anthology of English Literature, 2 volumi, Oxford University Press, 1973.
- (Curatore) Selected Writings of Walter Pater, Columbia University Press, New York, 1974.
- (Introduzione) Somewhere Is Such a Kingdom: Poems 1952-1971, di Geoffrey Hill, 1975.
- (Curatore, con Adrienne Munich) Robert Browning: A Collection of Critical Essays, Prentice-Hall, 1979.
- (Curatore, con David V. Erdman) The Complete Poetry and Prose by William Blake, Bantam Doubleday Dell, November 1981.
- (Introduzione) On the Bible: Eighteen Studies by Martin Buber, New York: Schocken, 1982.
- (Premessa) Elizabeth Bishop and her art, curato da Lloyd Schwartz & Sybil P. Estess, University of Michigan Press, 1983.
- (Introduzione) Musical Variations on Jewish Thought by Olivier Revault d'Allonnes, Trad. dal francese da Judith L. Greenberg, New York, Geo. Braziller, 1984.
- (Premessa) The Romantic Sublime by Thomas Weiskel, Johns Hopkins University Press, 2nd Edition, 1986.
  - (Postfazione) Pseudo-Longino, Il sublime, a cura di Giovanni Lombardo, Palermo: Aesthetica, 1987
- (Postfazione) Selected poems of Jay Wright, curato e con introduzione di Robert B. Stepto, 1987.
- (Premessa) Literary Outtakes, di Larry Dark, Ballantine, 1990.
- (Curatore, con Frank Kermode, Lionel Trilling, John Hollander) The Oxford Anthology of English Literature, Vol. 2, Oxford University Press, November 1990.
- (Curatore, con Lionel Trilling) Victorian Prose and Poetry, Oxford University Press, novembre 1990.
- (Premessa) Freud's Dream of Interpretation, di Ken Frieden, novembre 1990.
- (Introduzione) Unlocking the English Language, di Robert Burchfield, New York, Hill & Wang/FSG, 1991.
- (Commento) The Gospel of Thomas, The Hidden Sayings of Jesus, Traduzione, con introduzione, edizione critica del testo Copto, con note di Marvin Meyer, San Francisco: HarperSanFrancisco, 1992.
- (Curatore, con Paul Kane) Collected Poems and Translations of Ralph Waldo Emerson, di Ralph Waldo Emerson, Library of America, aprile 1992.
- (Commento) Zakhor: Jewish History and Jewish Memory, di Yosef Hayim Yerushalmi, e William Golding, University of Washington Press, marzo 1996.
- (Postfazione) A Dybbuk and Other Tales of the Supernatural, Trad. di S. Ansky & Joachim Neugroschel, adattato da Tony Kushner, Consortium Book Sales, maggio 1997.
- (Curatore, con David Lehman) The Best of the Best American Poetry 1988-1997, Scribner, 1998.
- (Introduzione, con Ralph Manheim) Alone with the Alone: Creative Imagination in the Sufism of Ibn 'Arabi by Henry Corbin, Princeton University Press, aprile 1998.
- (Introduzione) The Collected Poems of Robert Penn Warren, curato da John Burt, Louisiana State University Press, ottobre 1998.
- (Premessa) Death in Venice, Tonio Kröger, and Other Writings by Thomas Mann, curato da Frederick A. Lubich, Continuum Intl Publishing Group, luglio 1999.
- (Introduzione) The Body Electric: America's best Poetry from the American poetry Review, di Stephen Berg, 2000.
- (Introduzione) On the Bible: Eighteen Studies by Martin Buber, curato da Nahum Norbert Glatzer, Syracuse University Press, febbraio 2000.
- (Postfazione) Frankenstein by Mary Shelley, Foreword by Walter James Miller, Signet Classic paperback: August 2000.
- (Premessa) Anatomy of Criticism: Four Essays, With a new foreword by Harold Bloom, di Northrop Frye, agosto 2000.
- (Introduzione) Blood Meridian, by Cormac McCarthy, gennaio 2001.
- (Introduzione) The Complete Poems of Hart Crane, The Centennial Edition, curato da Marc Simon, con nuova introd. di Harold Bloom, maggio 2001.
- (Introduzione) Absorbing Perfections: Kabbalah and Interpretation, di Moshe Idel, Yale University Press, 2002.
- (Premessa) Long Day's Journey into Night, di Eugene O'Neill, febbraio 2002.
- (Premessa) Côte Blanche, di Martha Serpas, febbraio 2002.
- (Premessa) Atlantic Poets: Fernando Pessoa's turn in Anglo-American modernism, di Irene Ramalho Santos, University Press of New England, 2003.
- (Curatore) Walt Whitman, Selected Poems by Walt Whitman, febbraio 2003.
- (Premessa) Selected Poems by Conrad Aiken, Oxford University Press, April 2003.
- (Premessa) The Ornament of the World: How Muslims, Jews, and Christians Created a Culture of Tolerance in Medieval Spain, di Maria Rosa Menocal, aprile 2003.
  - Principi, poeti e visir, trad. di Maria Eugenia Morin, Milano: Il Saggiatore, 2009. ISBN 978-88-565-0142-1
- (Introduzione) Don Quixote by Miguel de Cervantes, trad. di Edith Grossman, Ecco Press, novembre 2003.
- (Introduzione) Peripheral Light, Selected and New Poems, di John Kinsella, novembre 2003.
- (Introduzione) Leaves of Grass, di Walt Whitman, 2005.
  - Foglie d'erba, tr. e introduzione di Giuseppe Conte, Mondadori 1991 (collana «Oscar classici» 297). ISBN 88-04-50660-1
- (Premessa) The Iceman Cometh, di Eugene O'Neill, Yale University Press, 2006.

### Articoli notevoli
- On Extended Wings; Wallace Stevens' Longer Poems. By Helen Hennessy Vendler, (review), New York Times, October 5, 1969.
- Poets' meeting in the heyday of their youth; A Single Summer With Lord Byron, New York Times, February 15, 1970.
- An angel's spirit in a decaying (and active) body, New York Times, November 22, 1970.
- The Use of Poetry, New York Times, November 12, 1975.
- Northrop Frye exalting the designs of romance; The Secular Scripture, New York Times, April 18, 1976.
- On Solitude in America, New York Times, August 4, 1977.
- The Critic/Poet, New York Times, February 5, 1978.
- A Fusion of Traditions; Rosenberg, New York Times, July 22, 1979.
- Straight Forth Out of Self, New York Times, June 22, 1980.
- The Heavy Burden of the Past; Poets, New York Times, January 4, 1981.
- The Pictures of the Poet; The Painting and Drawings of William Blake, By Martin Butlin. Vol. I, Text. Vol. II, Plates, (Review) New York Times, January 3, 1982.
- A Novelist's Bible; The Story of the Stories, The Chosen People and Its God. By Dan Jacobson, (Review) New York Times, October 17, 1982.
- Isaac Bashevis Singer's Jeremiad; The Penitent, By Isaac Bashevis Singer, (Review) New York Times, September 25, 1983.
- Domestic Derangements; A Late Divorce, By A. B. Yehoshua Translated by Hillel Halkin, (Review) New York Times, February 19, 1984.
- War Within the Walls; In the Freud Archives, By Janet Malcolm, (Review) New York Times, May 27, 1984.
- His Long Ordeal by Laughter; Zuckerman Bound, A Trilogy and Epilogue. By Philip Roth, (Review) New York Times, May 19, 1985.
- A Comedy of Worldly Salvation; The Good Apprentice, By Iris Murdoch, (Review) New York Times, January 12, 1986.
- Freud, the Greatest Modern Writer (Review) New York Times, March 23, 1986.
- Passionate Beholder of America in Trouble; Look Homeward, A Life of Thomas Wolfe. By David Herbert Donald, (Review) New York Times, February 8, 1987.
- The Book of the Father; The Messiah of Stockholm, By Cynthia Ozick, (Review) New York Times, March 22, 1987.
- Still Haunted by Covenant; The Penguin Book of Modern Yiddish Verse, Edited by Irving Howe, Ruth R. Wisse and Khone Shmeruk; American Yiddish Poetry, A Bilingual Anthology. Edited by Benjamin and Barbara Harshav; Selected Poems of Yankev Glatshteyn, Edited and translated by Richard J. Fein, (Reviews) New York Times, January 31, 1988.
- New Heyday of Gnostic Heresies, New York Times, April 26, 1992.
- A Jew Among the Cossacks; The first English translation of Isaac Babel's journal about his service with the Russian cavalry. 1920 Diary, By Isaac Babel, (Review) New York Times, June 4, 1995.
- Kaddish; By Leon Wieseltier, (Review) New York Times, October 4, 1998.
- View; On First Looking Into Gates's Crichton, New York Times, June 4, 2000.
- What Ho, Malvolio! The election, as Shakespeare might have seen it, New York Times, December 6, 2000.
- Macbush, (play) Vanity Fair, April, 2004.

## Premi
- Fulbright Fellowship, 1955
- John Addison Porter Prize, Yale University, 1956, for Shelley's Mythmaking
- Guggenheim Fellowship, 1962-63
- Newton Arvin Award, 1967
- Melville Cane Award, Poetry Society of America, 1971, for Yeats
- National Book Awards (membro della giuria), 1973
- D.H.L., Boston College, 1973
- D.H.L., Yeshiva University, 1975
- Zabel Prize, American Institute of Arts and Letters, 1982
- Sterling Professorship, Yale University, 1983
- MacArthur Prize fellowship, 1985
- Christian Gauss Award, 1988, per Ruin the Sacred Truths
- Boston Book Review Rea Nonfiction Prize, 1995, per The Western Canon: The Books and School of the Ages
- D.H.L., Università di Bologna, 1997
- D.H.L., St. Michael's College, 1998
- National Book Award finalista nella saggistica, per Shakespeare: The Invention of the Human, 1998
- National Book Critics Circle Award finalista, per la critica, con Shakespeare: The Invention of the Human, 1998
- New York Times Notable Book of the Year, per Shakespeare: The Invention of the Human, 1998
- One of Publishers Weekly Best Books of the Year, per Shakespeare: The Invention of the Human, 1998
- ALA/Booklist Editor's Choice, per Shakespeare: The Invention of the Human, 1998
- D.H.L., Università di Roma, 1999
- 14th Premio Internazionale della Catalogna, 2002
- Hans Christian Andersen Award, Odense 2005, per la sua opera di promozione di Hans Christian Andersen quale uno dei grandi scrittori del XIX secolo.